# TJ Šaratice
TJ Šaratice (celým názvem: Tělovýchovná jednota Šaratice) je český fotbalový klub, který sídlí v Šaraticích na Vyškovsku v Jihomoravském kraji. Založen byl v neděli 24. dubna 1932. Od sezony 2017/18 hraje v Základní třídě Vyškovska – sk. B (10. nejvyšší soutěž).
Klub své domácí zápasy odehrává na hřišti Na Loučkách, rozměry travnaté hrací plochy jsou 100×58 metrů. Areál pojme 500 diváků, z čehož je 100 míst k sezení.
Nejslavnějšími odchovanci oddílu jsou Bohumil Hlaváč a Luboš Kalouda. V sezonách 2013/14–2014/17 zde hrál Jiří Kopunec.

## Historické názvy
Zdroj: 
- 1932 – SK Šaratice
- 1948 – JTO Sokol Šaratice (Jednotná tělovýchovná organisace Sokol Šaratice)
- 1953 – DSO Sokol Šaratice (Dobrovolná sportovní organisace Sokol Šaratice)
- 1957 – TJ Sokol Šaratice (Tělovýchovná jednota Sokol Šaratice)
- 199? – TJ Šaratice (Tělovýchovná jednota Šaratice)

## Umístění v jednotlivých sezonách
Stručný přehled
Zdroj: 
- 1984–1985: Jihomoravská krajská soutěž I. třídy – sk. C
- 1988–1989: I. B třída Jihomoravského kraje – sk. B
- 1991–1992: I. B třída Jihomoravské župy – sk. B
- 1992–1993: Okresní přebor Vyškovska
- 1997–1998: Okresní přebor Vyškovska
- 1998–2000: I. B třída Jihomoravské župy – sk. D
- 2000–2001: Okresní přebor Vyškovska
- 2001–2002: I. B třída Jihomoravské župy – sk. B
- 2002–2003: I. B třída Jihomoravského kraje – sk. A
- 2003–2004: I. B třída Jihomoravského kraje – sk. C
- 2004–2005: I. B třída Jihomoravského kraje – sk. B
- 2005–2008: I. B třída Jihomoravského kraje – sk. A
- 2008–2011: I. B třída Jihomoravského kraje – sk. B
- 2011–2013: I. A třída Jihomoravského kraje – sk. A
- 2013–2017: I. A třída Jihomoravského kraje – sk. B
- 2017–2024: Základní třída Vyškovska – sk. B
- 2024–:Okresní soutěž Vyškovska – sk. B

Jednotlivé ročníky
Zdroj: 
Legenda: Z – zápasy, V – výhry, R – remízy, P – porážky, VG – vstřelené góly, OG – obdržené góly, +/− – rozdíl skóre, B – body, červené podbarvení – sestup, zelené podbarvení – postup, fialové podbarvení – reorganizace, změna skupiny či soutěže
| Československo (1984 – 1993) |                                              |                                |                                |                                |                                |                                |                                |                                |                                |                                |                                |
| Sezóny                       | Liga                                         | Úroveň                         | Z                              | V                              | R                              | P                              | VG                             | OG                             | +/−                            | B                              | Pozice                         |
| 1984/85                      | Jihomoravská krajská soutěž I. třídy – sk. C | 6                              | 30                             | 9                              | 12                             | 9                              | 47                             | 42                             | +5                             | 30                             | 6.                             |
| ...                          |                                              |                                |                                |                                |                                |                                |                                |                                |                                |                                |                                |
| 1988/89                      | I. B třída Jihomoravského kraje – sk. B      | 7                              | 26                             | 3                              | 2                              | 21                             | 12                             | 64                             | −52                            | 8                              | 14.                            |
| ...                          |                                              |                                |                                |                                |                                |                                |                                |                                |                                |                                |                                |
| 1991/92                      | I. B třída Jihomoravské župy – sk. B         | 7                              | 26                             | 4                              | 2                              | 20                             | 20                             | 60                             | −40                            | 10                             | 14.                            |
| 1992/93                      | Okresní přebor Vyškovska                     | 8                              | 26                             | 12                             | 2                              | 12                             | 36                             | 44                             | −8                             | 26                             | 7.                             |
| Česko (1993 – )              |                                              |                                |                                |                                |                                |                                |                                |                                |                                |                                |                                |
| Sezóny                       | Liga                                         | Úroveň                         | Z                              | V                              | R                              | P                              | VG                             | OG                             | +/−                            | B                              | Pozice                         |
| 1993–1997                    | A-mužstvo hrálo v OP Vyškovska               | A-mužstvo hrálo v OP Vyškovska | A-mužstvo hrálo v OP Vyškovska | A-mužstvo hrálo v OP Vyškovska | A-mužstvo hrálo v OP Vyškovska | A-mužstvo hrálo v OP Vyškovska | A-mužstvo hrálo v OP Vyškovska | A-mužstvo hrálo v OP Vyškovska | A-mužstvo hrálo v OP Vyškovska | A-mužstvo hrálo v OP Vyškovska | A-mužstvo hrálo v OP Vyškovska |
| 1997/98                      | Okresní přebor Vyškovska                     | 8                              |                                | ...                            | ...                            | ...                            | ...                            | ...                            | ...                            |                                | 1.                             |
| 1998/99                      | I. B třída Jihomoravské župy – sk. D         | 7                              | 26                             | 9                              | 4                              | 13                             | 27                             | 49                             | −22                            | 31                             | 9.                             |
| 1999/00                      | I. B třída Jihomoravské župy – sk. D         | 7                              | 26                             | 1                              | 1                              | 24                             | 20                             | 82                             | −62                            | 4                              | 14.                            |
| 2000/01                      | Okresní přebor Vyškovska                     | 8                              |                                | ...                            | ...                            | ...                            | ...                            | ...                            | ...                            |                                | 1.                             |
| 2001/02                      | I. B třída Jihomoravské župy – sk. B         | 7                              | 26                             | 16                             | 2                              | 8                              | 47                             | 37                             | +10                            | 50                             | 4.                             |
| 2002/03                      | I. B třída Jihomoravského kraje – sk. A      | 7                              | 26                             | 13                             | 4                              | 9                              | 45                             | 38                             | +7                             | 43                             | 5.                             |
| 2003/04                      | I. B třída Jihomoravského kraje – sk. C      | 7                              | 26                             | 11                             | 5                              | 10                             | 52                             | 40                             | +12                            | 38                             | 7.                             |
| 2004/05                      | I. B třída Jihomoravského kraje – sk. B      | 7                              | 26                             | 12                             | 4                              | 10                             | 57                             | 35                             | +22                            | 40                             | 4.                             |
| 2005/06                      | I. B třída Jihomoravského kraje – sk. A      | 7                              | 26                             | 8                              | 10                             | 8                              | 64                             | 43                             | +21                            | 34                             | 11.                            |
| 2006/07                      | I. B třída Jihomoravského kraje – sk. A      | 7                              | 26                             | 10                             | 5                              | 11                             | 41                             | 39                             | +2                             | 35                             | 10.                            |
| 2007/08                      | I. B třída Jihomoravského kraje – sk. A      | 7                              | 26                             | 14                             | 5                              | 7                              | 50                             | 24                             | +26                            | 47                             | 4.                             |
| 2008/09                      | I. B třída Jihomoravského kraje – sk. B      | 7                              | 26                             | 11                             | 8                              | 7                              | 50                             | 45                             | +5                             | 41                             | 5.                             |
| 2009/10                      | I. B třída Jihomoravského kraje – sk. B      | 7                              | 26                             | 9                              | 7                              | 10                             | 50                             | 52                             | −2                             | 34                             | 9.                             |
| 2010/11                      | I. B třída Jihomoravského kraje – sk. B      | 7                              | 26                             | 18                             | 3                              | 5                              | 69                             | 26                             | +43                            | 57                             | 1.                             |
| 2011/12                      | I. A třída Jihomoravského kraje – sk. A      | 6                              | 26                             | 11                             | 7                              | 8                              | 51                             | 40                             | +11                            | 40                             | 6.                             |
| 2012/13                      | I. A třída Jihomoravského kraje – sk. A      | 6                              | 26                             | 8                              | 6                              | 12                             | 30                             | 45                             | −15                            | 30                             | 10.                            |
| 2013/14                      | I. A třída Jihomoravského kraje – sk. B      | 6                              | 26                             | 11                             | 6                              | 9                              | 47                             | 41                             | +6                             | 39                             | 5.                             |
| 2014/15                      | I. A třída Jihomoravského kraje – sk. B      | 6                              | 26                             | 8                              | 5                              | 13                             | 39                             | 57                             | −22                            | 29                             | 10.                            |
| 2015/16                      | I. A třída Jihomoravského kraje – sk. B      | 6                              | 26                             | 7                              | 6                              | 13                             | 42                             | 63                             | −21                            | 27                             | 12.                            |
| 2016/17                      | I. A třída Jihomoravského kraje – sk. B      | 6                              | 26                             | 1                              | 2                              | 23                             | 18                             | 135                            | −117                           | 5                              | 14.                            |
| 2017/18                      | Základní třída Vyškovska – sk. B             | 10                             | 18                             | 9                              | 1                              | 8                              | 63                             | 47                             | +16                            | 28                             | 4.                             |
| 2018/19                      | Základní třída Vyškovska – sk. B             | 10                             | 16                             | 9                              | 2                              | 5                              | 67                             | 54                             | +13                            | 29                             | 3.                             |
| 2019/20                      | Základní třída Vyškovska – sk. B             | 10                             | 8                              | 6                              | 1                              | 1                              | 41                             | 12                             | +29                            | 19                             | 1.                             |
| 2020/21                      | Základní třída Vyškovska – sk. B             | 10                             | 5                              | 3                              | 1                              | 1                              | 17                             | 14                             | +3                             | 10                             | 3.                             |
| 2021/22                      | Základní třída Vyškovska – sk. B             | 10                             | 14                             | 4                              | 1                              | 9                              | 32                             | 54                             | −22                            | 13                             | 6.                             |
| 2022/23                      | Základní třída Vyškovska – sk. B             | 10                             | 22                             | 10                             | 4                              | 8                              | 66                             | 60                             | +6                             | 34                             | 5.                             |
| 2023/24                      | Základní třída Vyškovska – sk. B             | 10                             | 20                             | 15                             | 2                              | 3                              | 102                            | 32                             | +70                            | 47                             | 1.                             |
| 2024/25                      | Okresní soutěž Vyškovska – sk. B             | 9                              | 21                             | 15                             | 3                              | 3                              | 102                            | 37                             | +65                            | 48                             | 3.                             |

Poznámky
- 2016/17: Klub se po sestupové sezóně v I. A třídě přihlásil do nejnižší okresní soutěže.
- 2019/20: Sezona nedohrána kvůli pandemii covidu-19.
- 2020/21: Sezona nedohrána kvůli pandemii covidu-19.